# 島根県道233号久手港線
島根県道233号久手港線（しまねけんどう233ごう くてこうせん）は、島根県大田市を通る一般県道である。

## 概要
久手港から大田市久手町波根西原口に至る。

### 路線データ
- 起点：大田市久手町波根西原口（久手港）
- 終点：大田市久手町波根西原口（島根県道286号池田久手停車場線交点）

## 歴史
- 1959年（昭和34年）8月7日 - 島根県告示第626号により認定される。
- 1972年（昭和47年）頃 - 現行の県道番号に変更される。

## 地理

### 通過する自治体
- 大田市

### 交差する道路
| 交差する道路                                                     | 交差する場所     | 交差する場所 |
| ---------------------------------------------------------------- | ---------------- | ------------ |
| 島根県道286号池田久手停車場線 島根県道287号静間久手停車場線 重複 | 久手町波根西原口 | 終点         |

### 沿線
- 久手港
- 波根西の珪化木
- JR西日本山陰本線 久手駅（終点付近）